# Jesenski goban
Jesenski goban (znanstveno ime Boletus edulis) je gliva iz rodu gobanov (Boletus). Je ena od najbolj cenjenih užitnih gob. V Sloveniji je pogost in poznan pod domačim imenom jurček.
Na rdečem seznamu svetovne zveze za varstvo narave je označen kot najmanj ogrožena vrsta.

### Značilnosti
Mesnat klobuk je velik od 5-30 cm. Mlad je polkrožen, kasneje se razpre in razširi. Je od svetlo do temno rjave barve. Površina je vlažna in lepljiva.
Trosovnica je sestavljena iz cevk, ki so najprej bele, kasneje porumenijo in stare pozelenijo. Se zlahka ločijo od klobuka.
Bet je visok od 5-15cm in proti dnišču zadebeljen. Prepreden z mrežico.
Meso je bele barve in prijetnega vonja in okusa. Na zraku lahko postane rahlo rjavkaste barve.

### Podobne vrste
Neprijetna bi bila zamenjava z neužitnim žolčastim grenivcem (Tylopilus felleus), ki ima rahlo rožnato trosovnico in je zelo grenek.
Obstaja več vrst podobnih gobanov s svetlo trosovnico, ki so vsi užitni:
- poletni goban (Boletus reticulatus) ima svetel in ponavadi razpokan klobuk.
- črni goban (Boletus aereus) ni nikoli lepljiv in ima temnejši žameten klobuk.
- borov goban (Boletus pinophilus) raste pod bori.

### Razširjenost in življenjski prostor
Je zelo pogost. Tvori mikorizno povezavo z listavci in iglavci.

### Uporabnost
Užitna in cenjena goba.

### Mikroskopske značilnosti
Trosni prah je olivno rjav. Velikost trosov: 12-16 x 4-5 µm.